# Dykkende fugle
|  | Denne artikel er oprettet af botten Steenthbot ud fra en ekstern database. Den kan derfor have sproglige fejl eller mangler. Denne skabelon kan fjernes efter kontrol af indholdet. |

Dykkende fugle er en dansk dokumentarfilm fra 1951.

## Handling
Blishønen dykker efter planteføde og smådyr på lavt vand. Troldanden er en mere specialiseret dykker. Den dykker flere meter ned efter muslinger og bliver under vandet i ca. 30 sekunder. Edderfuglen er den bedste dykker blandt ænderne - indtil 10 meter og et helt minut under vand. Vi ser også skarven, lommen, pingviner, alkefugle og vandstæren.